# Fontaine des Neuf-Canons
La fontaine des Neuf-Canons est une fontaine située à Aix-en-Provence (France), à mi-hauteur du cours Mirabeau, à l'intersection des rues Nazareth, en provenance de la vieille ville, et Joseph Cabassol du quartier Mazarin.
Datant de 1691 et attribuée à Laurent Vallon, la fontaine des Neuf-Canons a été inscrite au titre des monuments historiques en 1929.

## Origine du nom
En fontainerie, le "canon" est la partie de la conduite projetant le jet d'eau à l'extérieur.

La particularité de cette fontaine est d'en comporter neuf :  au canon du sommet, s'ajoutent quatre canons pour chacune des deux vasques superposées.
Ces neuf canons, en forme de queue de carpe, permettaient d'assurer un débit d'eau important, capable d'étancher la soif des troupeaux de moutons venant à y passer. 

## Historique

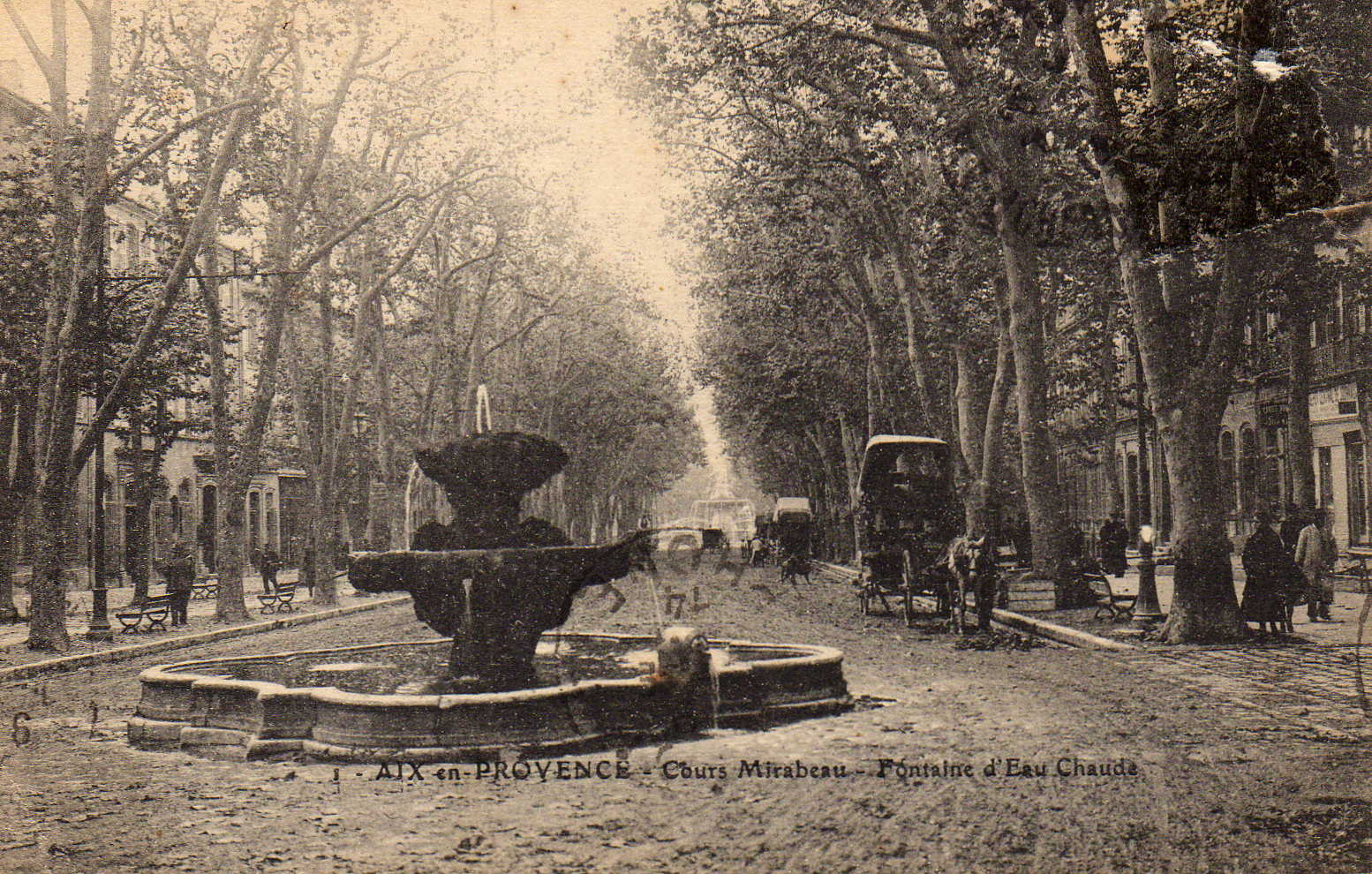
La fontaine des Neuf-Canons en 1914

En effet, l'origine lointaine de cette fontaine remonte à l'existence d'un point d'eau attesté dès le XIIe siècle hors des remparts de l'ancienne ville. À cette époque, une servitude autorisait les troupeaux de moutons en transhumance entre la Crau et les Alpes à venir s'y abreuver.

Au XVIIe siècle, la margelle basse du bassin, ainsi que la longueur de son périmètre, a été conçue pour cet usage.
Au XXe siècle, son importante superficie représenta une gêne pour la circulation automobile, à tel point que, lors de la libération d'Aix en 1944, un char américain ayant emporté un des quatre lobes du bassin, ce bras ne fut pas reconstruit et que son lobe opposé fut, à l'occasion de cet incident, supprimé.